# Markus Lau
Markus Lau (* 1977 in Meppen) ist ein deutscher katholischer Theologe und Inhaber des Lehrstuhls für Neutestamentliche Wissenschaften an der Theologischen Hochschule Chur.

## Akademischer Werdegang
Lau studierte Katholische Theologie an der Universität Münster, wo er sein Diplom erlangte. Er promovierte über Der gekreuzigte Triumphator. Eine motivkritische Studie zum Markusevangelium an der Universität Freiburg (Schweiz) und habilitierte sich an der Universität Mainz.

## Forschungsschwerpunkte
Seine Forschung umfasst die Exegese der synoptischen Evangelien, die Umwelt des Neuen Testaments, exegetische Methodik und Hermeneutik sowie Fragen der Bibeldidaktik. Aktuell forscht er zu antiken Körperdiskursen und Praktiken der Körpermodifikation in antiker Kultur.

## Veröffentlichungen (Auswahl)
- mit Heinrich Krauss: Kirchenträume. Ein Kommentar zur Apostelgeschichte (Erzählungen der Bibel 7), Stuttgart  2014.
- Der gekreuzigte Triumphator. Eine motivkritische Studie zum Markusevangelium (NTOA 114), Göttingen 2019.
- Die Versuchung der Macht. Neutestamentliche Gegenentwürfe, Zürich 2020.
- mi Kerstin Offermann: Kirche träumen. Zugänge zur Apostelgeschichte. Arbeitsbuch zur Ökumenischen Bibelwoche 2022/2023 (Texte zur Bibel 38), Neukirchen-Vluyn 2022 .
- Sündenvergebung. Studien zu einem matthäischen Programm, Mainz 2021